# Лютпранд
Лютпранд (†744) — король лангобардів (712—744), син короля Анспранда. Найбільше відомий дарунком у Сутрі та своїм довгим правлінням.

## Стосунки з баварськими Агілольфінгами
На початку свого правління Лютпранд підтримував тісні стосунки з Теодоном II, герцогом Баварським, який надав допомогу його батькові Анспранду в 702 році. Лютпранд одружився з представницею роду Агілольфінгів Гунтрудою. Стрижнем політики Теодона був опір завойовницьким планам франкських мажордомів.
Після смерті Теодо у 717 чи 718 році, зв'язки з Агілольфінгами ослабли. Пізніше Лютпранд навіть захопив кілька баварських замків.

## Війни з візантійцями
Спочатку Лютпранд підтримував мирні відносини з Равеннським екзархатом. Проте у 726 візантійський імператор Лев III видав перший зі своїх указів щодо заборони ікон (див. іконоборство). Папа Римський Григорій II наказав вірним чинити опір іконоборцям, після чого візантійський герцог Неаполя Ексілірат був убитий натовпом у той час, коли він намагався виконати наказ імператора про знищення ікон. Лютпранд використав ці чвари для захоплення візантійських земель в Емілії. У 727 він перетнув По та захопив Болонью, Оссімо, Ріміні і Анкону. Йому вдалось заволодіти Класісом, морським портом Равенни, але саму Равенну він не захопив. Равенна здалась Лютпранду лише у 737 році.
У 713—719 розпочались перші напади маврів з Балеарських островів на Корсику. Лютпранд, як християнин і захисник християнства у 725 декларував взяття Корсики під владу лангобардів.

## Смерть
Після смерті папи Григорія III (741) його наступником був обраний Захарій, Лютпранд після тривалого мирного правління помер у 744.